# 牛島貞雄
牛島 貞雄（うしじま さだお、1876年（明治9年）1月30日 - 1960年（昭和35年）9月1日）は、日本陸軍の軍人。最終階級は陸軍中将。

## 経歴
熊本県出身。牛島義雄の五男として生まれる。1893年（明治26年）12月、陸軍教導団に入り、1900年11月、陸軍士官学校（12期）を卒業。翌年6月、歩兵少尉に任官し歩兵第23連隊付となる。
1904年7月、歩兵第24旅団副官となり日露戦争に出征。1906年3月、歩兵第23連隊中隊長となり、歩兵第1連隊中隊長を経て、1912年（大正1年）11月、陸軍大学校（24期）を卒業した。
1913年5月、参謀本部員となり、歩兵第54連隊大隊長、陸大教官を経て、1921年11月から翌年2月までアメリカ合衆国に出張。帰国後、陸大付となり、歩兵第3連隊長、参謀本部課長などを経て、1930年12月、陸軍少将に昇進し豊予要塞司令官となった。
歩兵第29旅団長、陸大幹事、同校長などを歴任し、1931年8月、陸軍中将に進んだ。第19師団長を務め、1935年3月、予備役に編入されたが、1937年9月、第18師団長として召集された。第18師団は第二次上海事変の更なる増援軍として第6師団・第114師団とともに第10軍に編入され杭州湾に上陸し中国軍の背後からの攻撃にあたる。上海戦の後南京攻略戦に参加、第10軍廃止後は中支那派遣軍隷下となり占領地の治安維持に当たった。
翌年7月に召集が解除され、以後、陸軍司政長官（フィリピン・ビサヤ支部長）、帝国在郷軍人会副会長を務めた。

## 栄典
- 1901年（明治34年）10月10日 - 正八位[5]
- 1910年（明治43年）9月30日 - 従六位[6]